# Vertrag von Daudisken
Der Vertrag von Daudisken (litauisch: Dovydiškių sutartis; polnisch: Traktat w Dawidyszkach) war ein am 31. Mai 1380 geschlossenes geheimes Abkommen zwischen dem Deutschen Orden und dem Großfürsten Jogaila von Litauen, der ab 1386 als Władysław II. Jagiełło König von Polen war.

## Vorgeschichte
Jogaila befand sich seit 1379 in bewaffnetem Konflikt mit seinem Onkel Kęstutis um die Herrschaft im Großfürstentum Litauen, und es lag im Interesse des Ordens, diesen Konflikt zu nähren und auszunützen. Jogaila seinerseits war daran gelegen, die kriegerischen Ordensritter von sich abzuhalten und deren militärische Stoßkraft auf seinen Onkel zu leiten. Es gab wohl bereits geheime Vorverhandlungen, denn nach ausgiebiger Beratung mit den obersten Gebietigern des Ordens sandte der Hochmeister Winrich von Kniprode im Mai 1380 den Großkomtur Rüdiger von Elner, den Obersten Spittler Ulrich Fricke und den Vogt von Dirschau, Albrecht von Luchtenberg, mit der Vollmacht nach Litauen, mit Jogaila in Vertragsverhandlungen zu treten und, falls dies erfolgreich sei, einen Vertrag abzuschließen.

## Die Verhandlungen

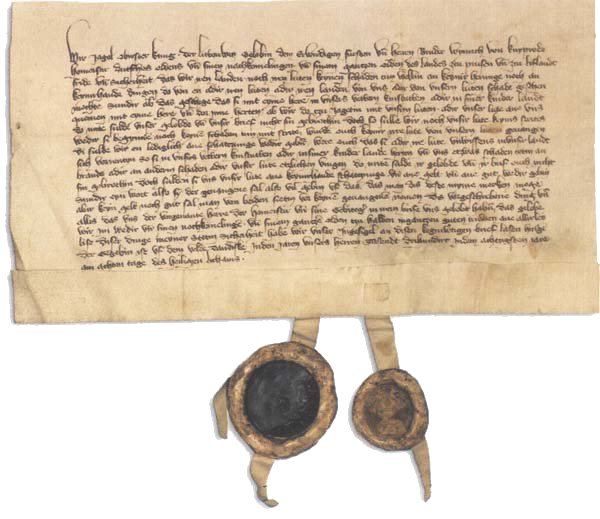
Die Urkunde des Vertrags von Daudisken

Um dieses Vorhaben zu verschleiern, wurde eine mehrtägige gemeinsame Jagd veranstaltet. Auf litauischer Seite waren neben Jogaila dessen Schwager und Berater Vaidila, Jogailas Vetter Vytautas und dessen Berater Jonas Alšėniškis beteiligt. Dabei ist die Anwesenheit von Vytautas, dem Sohn Kęstutis’, bemerkenswert: Es ist unklar, ob er über die Vertragsverhandlungen im Bilde war oder nicht und, somit, ob er schon zu diesem Zeitpunkt insgeheim mit Jogaila paktierte oder ob er zur Verschleierung der wahren Absichten zum Jagdvergnügen eingeladen worden war. Man traf sich bei Daudisken, einem Ort, dessen Lage heute nicht mehr bekannt ist. In der Chronica nova Prutenica des Wigand von Marburg wird der Ort als Dowidisken bezeichnet. Der Vertragstext selbst spricht von Daudiske, und ältere geschichtliche Texte schreiben entweder Daudiske or Daudisken. Jedoch findet sich weder in Litauen noch in Ostpreußen ein Ort dieses Namens. Es gibt daher die Vermutung, dass der Vertrag irgendwo zwischen Kaunas und Insterburg geschlossen wurde oder dass der Ort Šiaudiniškė (Szaudiniszki) hieß. Die Verhandlungen verliefen für beide Seiten zufriedenstellend, um am 31. Mai 1380 wurde der Vertrag geschlossen.

## Vertragsinhalt
Es handelte sich dabei um einen gegen Kęstutis gerichteten Nichtangriffspakt. Beiden Seiten stand weiterhin frei, in Kęstutis’ Gebiete und die seiner Söhne einzufallen, während sie gegeneinander Frieden bewahren wollten. Jogaila versprach dem Orden Frieden in Livland und Preußen und Sicherheit für alle Gebiete und Leute. Er versprach weiterhin, bei Angriffen des Ordens gegen Kęstutis oder dessen Söhne nicht einzugreifen. Sollte es, um den Schein litauischen Zusammenhalts zu wahren, notwendig werden, dass Jogaila bei einem Ordenseinfall in Gebiete des Kęstutis mit eigenen Truppen dorthin eilte, so sollte das keinen Bruch des Friedens bedeuten, allerdings sollte Jogaila keinen Kampf mit dem Ordensheer anfangen oder ihm sonst Schaden zufügen. Gefangene aus dem Ordensheer sollten sofort wieder freigegeben werden. Sollten Leute des Ordens bei Zügen gegen Kęstutis unwissentlich auf Jogailas Gebiet geraten und dort Schaden anrichten oder Gefangene machen, so sollte auch das kein Friedensbruch sein, aber Gefangene sollten wieder freigelassen werden.
Für Jogaila bedeutete dies, dass er – ohne als Freund und Verbündeter des Ordens zu gelten – die militärische Stoßkraft des Ordens allein auf seinen Rivalen gelenkt hatte. Der Orden seinerseits hatte nunmehr einen Teil seiner litauischen Grenze gesichert und musste nur noch mit einem Teil der litauischen Streitkräfte als Gegner rechnen.